# Доличек
До́личек (чеш. Ďolíček) — футбольный стадион в Праге, домашняя арена клуба «Богемианс Прага 1905».
Стадион является многофункциональным комплексом, находится в районе Вршовице. В настоящее время используется в основном для футбольных матчей. Стадион был открыт 27 марта 1932 году в матче против пражской Славии. Вмещает 5 тысяч зрителей.
В сезонах 2010/11 и 2011/12, «Богемианс» играли свои домашние матчи на Synot Tip Арене, а Доличек использовался только для матчей второй команды.
В 2011 году члены совета городского района Прага 10 одобрили предложение о покупке стадиона.